# Бланкенбург (графство)
Графство Бланкенбург (нем. Grafschaft Blankenburg) — светская территория Священной Римской империи, расположенная на территории современных федеральных земель Нижняя Саксония и Саксония-Анхальт. В XII веке по наследству от него было отделено графство Регенштейн. В 1707 году графство Бланкенбург было преобразовано в княжество, но принц Бланкенбург получил право голоса в Имперском совете князей только в 1802 или 1803 году, незадолго до распада империи.

## История
Замок Бланкенбург был зарегистрирован в 1123 году как принадлежащий герцогу Саксонии. С 1128 года министр вельфов Поппо I фон Бланкенбург засвидетельствован как граф над восточным Гарцгау. Он был связан с графами Нортхейма и связан браком с императором Лотаром фон Супплинбургом (1125—1137). Замок Регенштейн, расположенный в четырёх километрах к северу от Бланкенбурга, впервые упоминается в 1167 году. После падения Генриха Льва графы стали вассалами епископства Хальберштадт. В результате сюзеренитет между епископством Хальберштадт и гвельфами оставался неясным. Таким образом, в 1202/1203 и 1344 годах замок и город Бланкенбург, а также замок Регенштейн были вотчинами Вельфов. Однако в 1311 году этот район считался вотчиной Хальберштадта. В 1195/1203 году графы заложили город Бланкенбург у подножия замка. В 13 и 14 веках территория была временно разделена на три линии: Бланкенбург, Регенштейн и Хаймбург. В середине 14 века воссоединилась линия Геймбургов. Однако графам так и не удалось освободиться от феодальной зависимости Хальберштадта.
Таким образом, после смерти Иоганна Эрнста, последнего графа Бланкенбургского, его имущество перешло в качестве apertes (= открытое) феодальное владение в 1599 году к Генриху Юлиусу фон Брауншвейг-Вольфенбюттель, который также был постулированным епископом-администратором епископства Хальберштадта. Он немедленно вернул феодальные поместья, поскольку они были феодальным владением Хальберштадта, своему сыну Фридриху Ульриху, который затем передал их своему брату, герцогу Кристиану, «безумному Хальберштадту». Через несколько лет после начала Тридцатилетней войны (1624 г.) графство Бланкенбург — без Регенштейна — перешло в имперский залог Максу фон Вальдштейну, который в 1629 г. передал его имперскому генералу Иоганну II, графу фон Мероде. После того, как ход войны изменился, Фридрих Ульрих вернул себе графство в 1631 году (для поселения Мероде) и унаследовал его в 1634 году.
В качестве администратора епархии Христиан Вильгельм фон Бранденбург передал замок Регенштейн графам Теттенбахам в 1626 году. В 1642 году граф Теттенбах также присоединился к остальной части графства Бланкенбург, а именно к акциям Брансуика. После казни Теттенбаха (1671 г.) гвельфы могли взять эти доли только в качестве выморочного имущества, в то время как доля Регенштейнов перешла к дому Бранденбургских как князья Хальберштадта. Основная часть территории, владельцем которой временно был член Вестфальской имперской графской коллегии, в 1690 году стала младшей линией Брауншвейг-Вольфенбюттель. В 1707 году графство Бланкенбург получило статус имперского княжества. С 1731 года княжество было постоянно связано с Брауншвейг-Вольфенбюттелем в личной унии, но до 1805 года оставалось независимым имперским поместьем.
Этот район также принадлежал герцогству Брауншвейг в XIX и XX веках. После 1945 года округ Бланкенбург почти полностью вошел в состав земли Саксония-Анхальт.

## Территория
До 1945 года графство Бланкенбург было самостоятельным административным районом в земле Брауншвейг и в значительной степени входило в состав земли Саксония-Анхальт в результате демаркации между британской и советской зонами. Соседние владения были:
- на севере графство Вернигероде и епископство Хальберштадт,
- на юго-востоке княжества Анхальт,
- на юге графство Хоэнштайн,
- на западе аббатство Валькенрид.